# تینیدازول
تینیدازول (به انگلیسی: Tinidazole)
دارویی مشابه به داروهای آنتی بیوتیکی است که برای از بین بردن باکتری‌ها، انگل‌ها و آلودگی‌های مشابه کاربرد دارد. این دارو ارگانیسم‌هایی را که موجب ایجاد عفونت در بدن می‌شوند را از بین می‌برد.همچنین از این دارو برای درمان انواع عفونت روده‌ای، عفونت دستگاه گوارش، عفونت واژن و عفونت لثه (و موارد مشابه دیگر) استفاده می‌گردد.
- رده درمانی: نیترو ایمیدازول، آنتی بیوتیک
- اشکال دارویی : قرص ۵۰۰ میلی گرم

## موارد مصرف
درمان انگل‌ها، آمیبها و تک یاخته‌ها ژیاردیا، انتاموبا، تریکوموناس واژینالیس، گاردنرلا واژینالیس، واژینوز باکتریال و باکتری‌های گرم مثبت بی هوازی و گرم منفی بی هوازی، آبسه آمیبی کبد، هلیکوباکتر پیلوری، بیماری کرون، التهاب حاد و زخم لثه، عفونت‌های داخل شکمی و عفونت‌های عمومی ناشی از باکتری‌های بی هوازی کاربرد دارد.
در موارد مقاومت به مترونیدازول از تینیدازول استفاده می‌شود. هر چند مقاومت متقاطع بین نیترو ایمیدازولها وجود دارد اما جایگزین خوبی به‌جای مترونیدازول است.
در ایالات متحده به عنوان خط اول درمان‌های آمیبی استفاده می‌شود.

## مکانیسم اثر
تینیدازول یک آنتی بیوتیک از گروه نیترو ایمیدازولها و همانند مترونیدازول است. به سرعت از راه خوراکی جذب می‌شود. نیمه عمر تینیدازول ۱۲ تا ۱۴ ساعت است اما مترونیدازول ۶ تا ۸ ساعت است. پس از جذب از سد خونی مغز عبور می‌کند و به‌طور گسترده‌ای در تمام بافت‌های بدن توزیع می‌شود. در کبد توسط سیتوکروم P450 در ایزوفرم CYP3A4 متابولیزه می‌شود و با پیوند یافتن به DNA سلول باکتری موجب توقف ساخت و تکثیر آن و در نهایت مرگ سلول می‌شود. دفع آن کبدی و کلیوی است و حدود ۱۲٪ آن از طریق مدفوع دفع می‌شود. از جفت عبور می‌کند و در شیر مادر ترشح می‌شود.

## تداخلات دارویی
مصرف همزمان با فنوباربیتال، فنی توئین، ریفامپین و داروهای ضد انعقاد خوراکی مانند وارفارین تداخل دارد.
در صورت مصرف با فلوروکینولونها منجر به تظاهرات اعصاب و تشدید لرزش می‌شود.
در طول درمان از مصرف مشروبات الکلی خودداری شود.

## عوارض جانبی

### عوارض نسبتا شایع (%10-1):
- سیستم اعصاب مرکزی: خستگی، کسالت، سرگیجه، سردرد
- پوستی: بوی بد بدن (واژینال)
- غدد درون ریز و متابولیسم: خونریزی شدید و طولانی قاعدگی
- گوارشی: اختلال چشایی (احساس طعم تلخ یا فلزی در دهان)، تهوع، بی اشتهایی، کاهش اشتها، نفخ، سوء هاضمه، کرامپ‌ شکمی، درد اپی گاستر (سر دل)، استفراغ، یبوست
- ادراری تناسلی: کاندیدیازیس ولوواژینال، سوزش ادرار، درد لگن، اختلالات ادراری، بیماری های ولوواژینال
- عصبی، عضلانی و اسکلتی: ضعف
- کلیوی: عفونت مجاری ادراری
- تنفسی: عفونت مجاری تنفسی فوقانی

### سایر عوارض (درصد نامشخص):
- قلبی عروقی: گرگرفتگی، تپش قلب
- سیستم اعصاب مرکزی: آتاکسی، احساس سوزش، خواب آلودگی، بی خوابی، نوروپاتی محیطی (گذرا، به شکل کرختی و خواب رفتگی اندام)، تشنج، سرگیجه
- پوستی: افزایش تعریق، خارش، راش پوستی، کهیر
- غدد درون ریز و متابولیسم: عطش
- گوارشی: درد شکمی، اسهال، کاندیدیازیس دهانی، ترشح بزاق، التهاب دهان، تغییر رنگ زبان، خشکی دهان
- ادراری تناسلی: تیرگی ادرار، ترشحات واژینال
- هماتولوژی و انکولوژی: لکوپنی گذرا، نوتروپنی گذرا
- کبدی: افزایش ترانس آمینازهای سرم
- ازدیاد حساسیت: آنژیوادم
- عفونی: کاندیدیازیس (رشد بیش از حد)
- عصبی، عضلانی و اسکلتی: درد مفاصل، آرتریت، درد عضلانی
- متفرقه: تب

## موارد منع مصرف
مصرف این دارو در حاملگی اکیدا ممنوع است و جزء گروه داروهای X است و ممکن است باعث مرگ یا نقص عضو جنین شود.
در صورت نیاز به تک دوز درمانی در دوران شیردهی 12 تا 24 ساعت از شیردهی پرهیز شود.
حساسیت شخص به دارو یا مشتقات نیتروایمیدازول‌ها
بیماران مبتلا به اختلالات CNS اعصاب میباشد

## مقدار مصرف
- تریکومونازیس

دوز توصیه شده برای بزرگسالان ۲ گرم (معادل ۴ قرص) به صورت خوراکی در دوز واحد.
چون تریکومونازیس یک بیماری مقاربتی است، هر دو شریک جنسی (مرد و زن) باید با همین دوز به‌طور همان زمان درمان شوند.
- واژینوز باکتریال

روش اول: دوز توصیه شده (در زنان غیر باردار) ۲ گرم به صورت خوراکی، به مدت ۲ روز
روش دوم: دوز ۱ گرم (۲ قرص) به مدت ۵ روز
- ژیاردیازیس

دوز توصیه شده برای بزرگسالان ۲ گرم (معادل ۴ قرص) به صورت خوراکی در دوز واحد. در کودکان با سن بیش از ۳سال، دوز توصیه شده mg / kg 50 (حداکثر تا ۲ گرم) در دوز واحد با معده پر.
- اسهال آمیبی روده

دوز توصیه شده برای بزرگسالان ۲ گرم در روز است، اما به مدت ۳ روز تکرار شود. در کودکان با سن بیش از ۳سال، دوز توصیه شده ۵۰ میلی گرم / کیلوگرم است (حداکثر تا ۲ گرم) به مدت ۳ روز با معده پر.
- آبسه کبد

دوز توصیه شده برای بزرگسالان ۲ گرم در روز، برای ۳-۵ روز تکرار شود. در کودکان با سن بیش از ۳سال، دوز توصیه شده mg / kg 50 (حداکثر تا ۲ گرم) برای ۳-۵ روز با معده پر. هنگامی که درمان بیش از ۳ روز طول می‌کشد، هر چند شواهدی تا درمان ۵ روز مبنی بر عوارض جانبی تا کنون گزارش نشده اما کودکان باید به دقت تحت نظارت قرار گیرند و مانیتور شوند.
- التهاب حاد و زخم لثه

دوز توصیه شده ۲ گرم به صورت تک دوز واحد
- عفونت‌های عمومی ناشی از بی هوازی‌ها

دوز توصیه شده ۲ گرم و پس از آن نیمی از دوز(۱ گرم)
- پیشگیری

در عمل جراحی شکم، ۲ گرم (حدود ۱۲ ساعت قبل از عمل جراحی)